# ديبورتيفو تاشيرا
ديبورتيفو تاشيرا هو نادي كرة قدم فنزويلي. يعتبر من أكثر الأندية شعبية في فنزويلا وقد تأسس في 11 يناير 1974 بمبادرة من غايتانو غريكو. توج النادي 7 مرات بدوري الدرجة الأولى الفنزويلي. يلعب الفريق مبارياته المنزلية على ملعب بوليدبورتيفو دي بويبلو نويفو في سان كريستوبال. لاونا الفريق هما الأصفر والأسود.

## وصلات خارجية
- الموقع الرسمي
- صفحة مشجعي النادي